# Bahía Suisun
La bahía [de los] Suisun (del inglés: Suisun Bay) es un estuario mareal poco profundo localizado en la costa central del Pacífico de California, en EE. UU. Se encuentra en la confluencia de los ríos Sacramento y San Joaquín, formando la entrada al delta del río Sacramento-San Joaquín, un delta fluvial invertido. Suisun Marsh (pantano Suisun), la tierra pantanosa mareal, al norte, es el mayor de los pantanos en California. La bahía se encuentra justo al norte del condado de Contra Costa.
La bahía fue nombrada en 1811 por el pueblo de los suisunes, una tribu nativa americana de la zona. La palabra es originaria de los patwin.
En el oeste, la bahía Suisun es drenada por el estrecho de Carquinez, que la conecta con la bahía de San Pablo, una extensión al norte de la gran bahía de San Francisco. Además de los principales puentes que cruzan el estrecho de Carquinez, la bahía es atravesada en su centro por el puente de Benicia-Martinez y en su extremo oriental por la Ruta Estatal de California 160 que cruza (puente de Antioch) entre Antioch y Oakley.
En las riberas de la bahía se encuentran las ciudades de Benicia (26 997 hab. en 2010),  Antioch (105 508 hab. en 2013), Pittsburg (63 264 hab. en 2010) y   Martinez (35 824 hab. en 2010). Al norte se encuentran Fairfield (108 321 hab. en 2010) y Suisun City (28 111 hab. en 2010).

## Fondeadero de la flota en la reserva

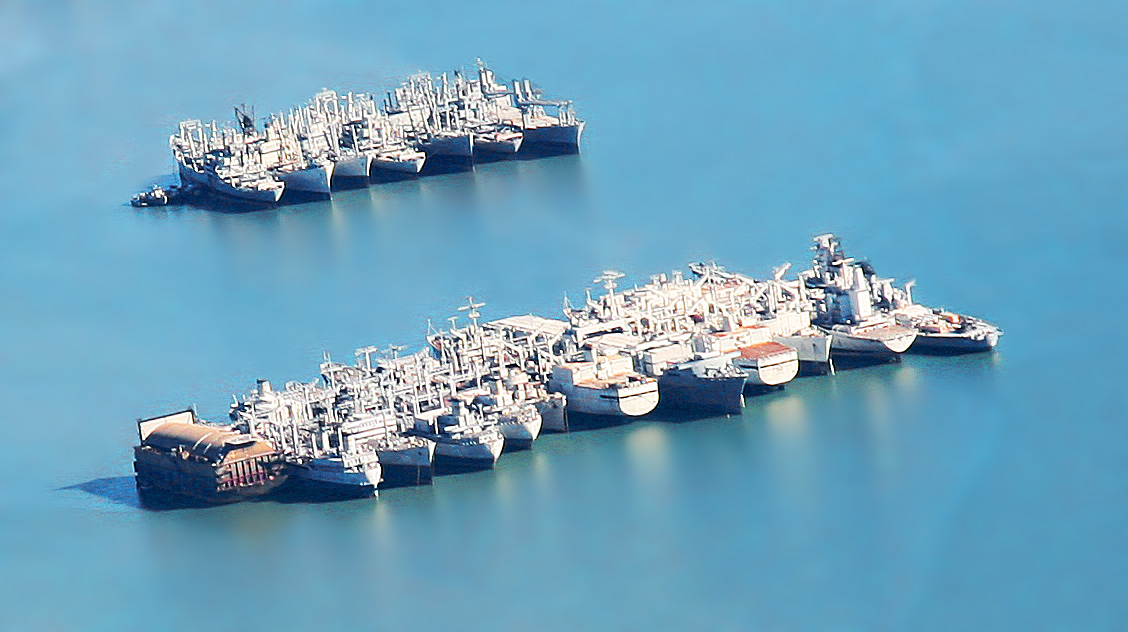
Vista de la flota en la reserva

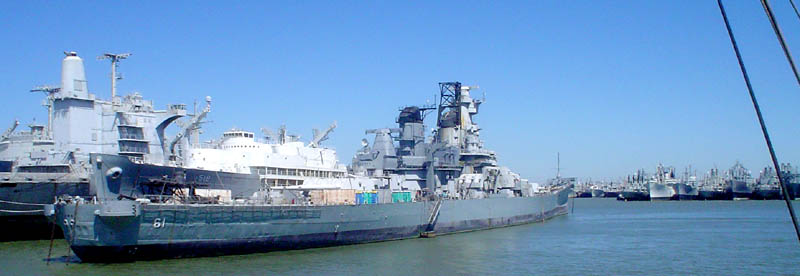
y "Ghost Fleet" en la bahía de Suisun

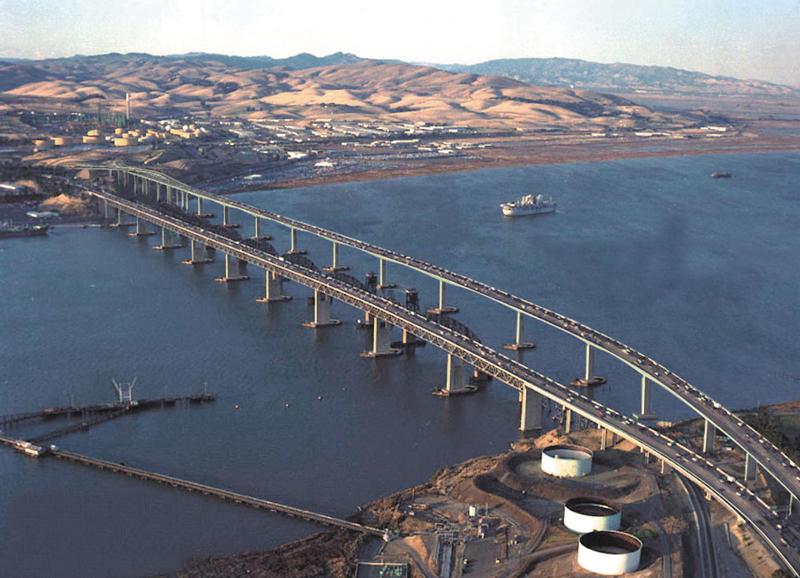
Vista del puente de Benicia-Martinez.

La bahía es el fondeadero de la Suisun Bay Reserve Fleet, una de las flotas de reserva de la Armada de los Estados Unidos creada en el período posterior a la Segunda Guerra Mundial y que está integrada por un conjunto de navíos obsoletos de la Marina de los EE. UU. y mercantes de la reserva. El Glomar Explorer  fue anclado aquí después de que recuperase un submarino soviético hundido a mediados de la década de 1970 (véase el proyecto Azorian). Muchas de las naves fueron retiradas y vendidas como chatarra en la década de 1990, pero aún permanecen flotando 80 buques, incluyendo (hasta hace poco) el acorazado de la Segunda Guerra Mundial USS Iowa (BB-61). En 2010, se anunciaron planes para retirar la flota en etapas, con su eliminación definitiva en 2017.
En la bahía Suisun el 17 de julio de 1944 tuvo lugar el desastre de Port Chicago, una explosión accidental de dos cargueros con municiones.

## Historia
La Central Pacific Railroad construyó un ferry tren que funcionó entre Benicia y Port Costa (California) entre 1879 y 1930. Los transbordadores Solano y Contra Costa  fueron retirados de servicio cuando se completó el cercano puente ferroviario Martínez en 1930. Desde 1913 hasta 1954, la Sacramento Northern Railway, una línea interurbana electrificada, cruzó la bahía de los suisunes con el Ramon,  un tren ferry.
El 28 de abril de 2004 un oleoducto operado por la Kinder Morgan Energy Partners se rompió y derramó 1.500 barriles (264 m³) de combustible diésel en las marismas. Kinder Morgan se declaró culpable de operar un oleoducto corroído (y ha sido citada por no notificarlo a las autoridades rápidamente después de descubrir el derrame) y pagó tres millones de dólares en multas y las laboras de restitución.